# جاستن هيكس
جاستن هيكس (بالإنجليزية: Justin Hicks)‏ هو لاعب غولف أمريكي، ولد في 28 أكتوبر 1974 في وايندوت في الولايات المتحدة.

## وصلات خارجية
- الموقع الرسمي
- جاستن هيكس على موقع رابطة لاعبي الغولف المحترفين (الإنجليزية)
- جاستن هيكس على موقع التصنيف العالمي الرسمي للغولف (الإنجليزية)